# Samuel Gidi
Samuel Gidi (15 aprile 2004) è un calciatore ghanese, centrocampista dell'FC Cincinnati.

## Carriera
Cresciuto nel settore giovanile dello Žilina Africa, società satellite dello Žilina, nell'estate del 2022 approda in quest'ultima squadra. Il 16 luglio ha esordito in Superliga, in occasione dell'incontro pareggiato per 0-0 contro l'AS Trenčín. Il 29 luglio realizza la sua prima rete in campionato, nell'incontro vinto per 4-1 contro il Dukla B.B.
Il 19 agosto viene acquistato a titolo definitivo dall'FC Cincinnati, che lo aggrega inizialmente all'FC Cincinnati 2.

## Statistiche

### Presenze e reti nei club
Statistiche aggiornate all'8 aprile 2023.
| Stagione        | Squadra         | Campionato      | Campionato | Campionato | Coppe nazionali | Coppe nazionali | Coppe nazionali | Coppe continentali | Coppe continentali | Coppe continentali | Altre coppe | Altre coppe | Altre coppe | Totale | Totale |
| Stagione        | Squadra         | Comp            | Pres       | Reti       | Comp            | Pres            | Reti            | Comp               | Pres               | Reti               | Comp        | Pres        | Reti        | Pres   | Reti   |
| --------------- | --------------- | --------------- | ---------- | ---------- | --------------- | --------------- | --------------- | ------------------ | ------------------ | ------------------ | ----------- | ----------- | ----------- | ------ | ------ |
| 2022-2023       | Žilina          | SL              | 21+4       | 3+0        | CS              | 3               | 0               |                    | -                  | -                  |             | -           | -           | 28     | 3      |
| Totale carriera | Totale carriera | Totale carriera | 25         | 3          |                 | 3               | 0               |                    | -                  | -                  |             | -           | -           | 28     | 3      |